# نوازنده ویولون (آلبوم)
نوازندهٔ ویولون اولین آلبوم تکنو/پاپ از موسیقی‌دان کلاسیک و پاپ، ونسا-می، است که در سال ۱۹۹۵ میلادی (۱۹۹۵ (میلادی) در موسیقی را ببینید) عرضه شد. هم‌چنین این آلبوم، اولین آلبومی بود که ونسا-می با همکاری شرکت ای‌ام‌آی عرضه می‌کرد.
نوازندهٔ ویولون ترکیب بی‌همتایی از موسیقی را شامل می‌شود—چون تقلیدی از بعضی آثار کلاسیک (Toccata and Fugue in D Minor از جی.اس. بچ)، ایجاد دوبارهٔ ترانه‌های مشهور قدیمی («گاز کلاسیک» از میسون ویلیامز) و اثرهای ابتکاری (هفت ترانه به وسیلهٔ موسیقی‌دان بریتانیایی و ترانه‌سرا، مایک بت نوشته شده‌اند) و یک آهنگ جدید از خود ونسا-می با همکاری یان وری (نرانهٔ Red Hot).
بیش از هشت میلیون نسخه از نوازندهٔ ویولون به فروش رفته‌است و هنوز به عقیدهٔ بسیاری، بهترین اثر ونسا-می است.

## فهرست آهنگ‌ها
1. ‎ «Toccata and Fugue in D Minor» – ۷:۴۷‎
2. ‎ "Contradanza" – ۳:۴۹‎
3. ‎ «Classical Gas» – ۳:۲۱‎
4. ‎ «Theme from 'Caravans'» – ۵:۰۶‎
5. ‎ «Warm Air» – ۳:۳۸‎
6. ‎ «Jazz Will Eat Itself» – ۳:۳۰‎
7. ‎ "Widescreen" – ۳:۵۸‎
8. ‎ «Tequila Mockingbird» – ۳:۲۶‎
9. ‎ «City Theme» – ۴:۳۲‎
10. ‎ «Red Hot» – ۳:۱۶‎